# آرون مارتين
آرون مارتين (بالإسبانية: Aarón Martín) (22 أبريل 1997 في إسبانيا - ) هو لاعب كرة قدم إسباني في مركز الدفاع. لعب مع إسبانيول.

## وصلات خارجية
- آرون مارتين على موقع الاتحاد الأوربي (الإنجليزية)
- آرون مارتين على موقع قاعدة بيانات كرة القدم.إي يو (الإنجليزية)
- آرون مارتين على موقع بيانات كرة القدم. دي إي (الألمانية)
- آرون مارتين على موقع Soccerway.com (الإنجليزية)
- آرون مارتين على موقع عالم كرة القدم.نت (الإنجليزية)
- آرون مارتين على موقع AS.com (الإسبانية)